# شب‌های عربی (فیلم ۱۹۴۲)
«شب‌های عربی» (انگلیسی: Arabian Nights) فیلمی در ژانر ماجرایی است که در سال ۱۹۴۲ منتشر شد.

## بازیگران
- جاون هال
- ماریا مونتز
- لیف اریکسون
- بیلی گیلبرت
- شمپ هوارد
- جان کوالن
- توماس گومز
- لین چندلر
- دیک لین
- ترهان بی
- میکی سیمپسون